# Grand Hotel (TV-serie)
Grand Hotel (spansk originaltitel: Gran Hotel) är en spansk TV-serie skapad av Ramón Campos och Gema R. Neira samt regisserad av Carlos Sedes. Serien hade premiär den 4 oktober 2011 på den spanska tv-kanalen Atena, och sände sitt sista avsnitt den 25 juni 2013.

## Handling
Året är 1905 och huvudpersonen Julio Olmedo (Yon González) anländer till det lyxiga hotellet "Grand Hotel" i Cantaloa, Spanien. Julio är där för att hälsa på sin syster Christina som arbetar där som tjänsteflicka. När Christina aldrig dyker upp visar det sig att hon bara en måndag tidigare blivit avskedad för att ha stulit saker från hotellet, något som Julio vägrar tror på. Han bestämmer sig därför för att ta anställning på hotellet som "Julio Espinosa" och på så vis kunna utreda hans systers försvinnande närmare. Snart därpå stöter Julio ihop med Alicia Alarcón (Amaia Salamanca), dotter till ägaren av hotellet. Dessa två blir mot alla odds allierade i jakten efter Julios försvunna syster, och tillsammans försöker de ta reda på sanningen bakom Grand Hotels alla hemligheter.

## Rollista i urval
- Alicia Alarcón - Amaia Salamanca
- Julio Olmedo/Espinosa - Yon González
- Doña Teresa - Adriana Ozores
- Ángela - Concha Velasco